# Tögrög (distrikt i Mongoliet, Övörchangaj)
Tögrög (mongoliska: Төгрөг Сум, Төгрөг, Tögrög Sum) är ett distrikt i Mongoliet.   Det ligger i provinsen Övörchangaj, i den centrala delen av landet, 400 km sydväst om huvudstaden Ulaanbaatar.